# Gymnosporia alaternifolia
Gymnosporia alaternifolia är en benvedsväxtart som beskrevs av Ludwig Eduard Theodor Loesener. Gymnosporia alaternifolia ingår i släktet Gymnosporia och familjen Celastraceae. Inga underarter finns listade.